# Ісус Навин
Ісу́с (івр. ‎יהוֹשֻׁעַ, Yĕhôshúʿa; арам. ישוע‎‎, Yeshua; грец. Ἰησοῦς, лат. Iosue), або Ісу́с Нави́н — ватажок (шофет) ізраїльських племен в часи завоювання ними Ханаану (1550—1200 рр. до н.д.). Наступник Мойсея. Народився у Єгипті, до виходу з нього євреїв. Син Нуна (Навина) з племені Єфрема. Відомості про нього повністю ґрунтуються на Біблії. Центральний персонаж Книги Ісуса Навина. Згідно з Книгами Виходу, Чисел та Ісуса Навина був помічником Мойсея, одним із 12 єврейських розвідників, які досліджували Ханаан. Після смерті Мойсея очолив ізраїльські племена, керував ними під час завоювання Ханаану. У чудесний спосіб перейшов Йордан, здобув міста Єрихон, Ай та інші. Помер у віці 110 років в Ханаані. Первісно носив ім'я — Гошеа (הוֹשֵׁעַ), яке Мойсей змінив на Єгошуа (Ісус). У Книзі Неємії називаний скороченим іменем Єшуа. Вшановується у юдаїзмі, християнстві та ісламі. У середньовічний Європі вважався одним із дев'яти достойників, взірцем лицарства. Національний герой Ізраїлю. Християнський старозаповітний святий. День вшанування в католицьких та православних церквах — 1 вересня; у вірменській церкві — 26 липня.

## Біографія

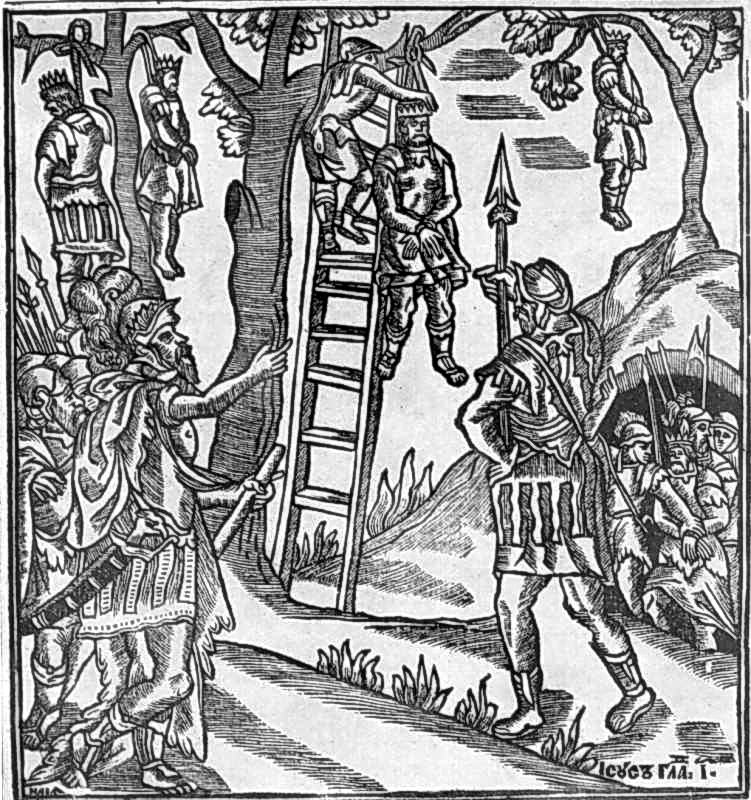
Гравер Ілля. «Ісус Навин вішає переможених царів». З Біблії. 1645 рік. Київ.

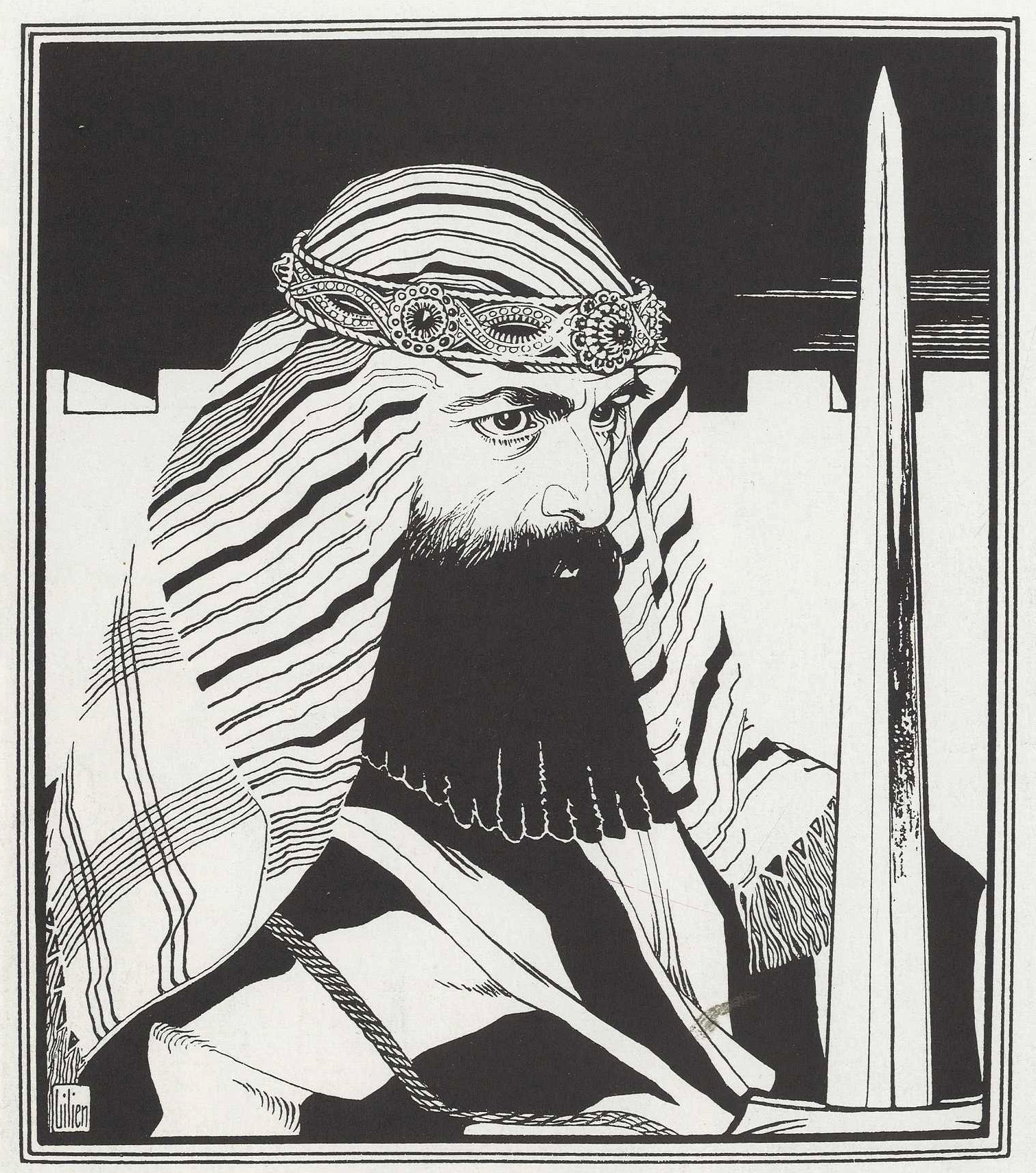
Ісус Навин (Ефраїм Моше Лілієн, 1908)

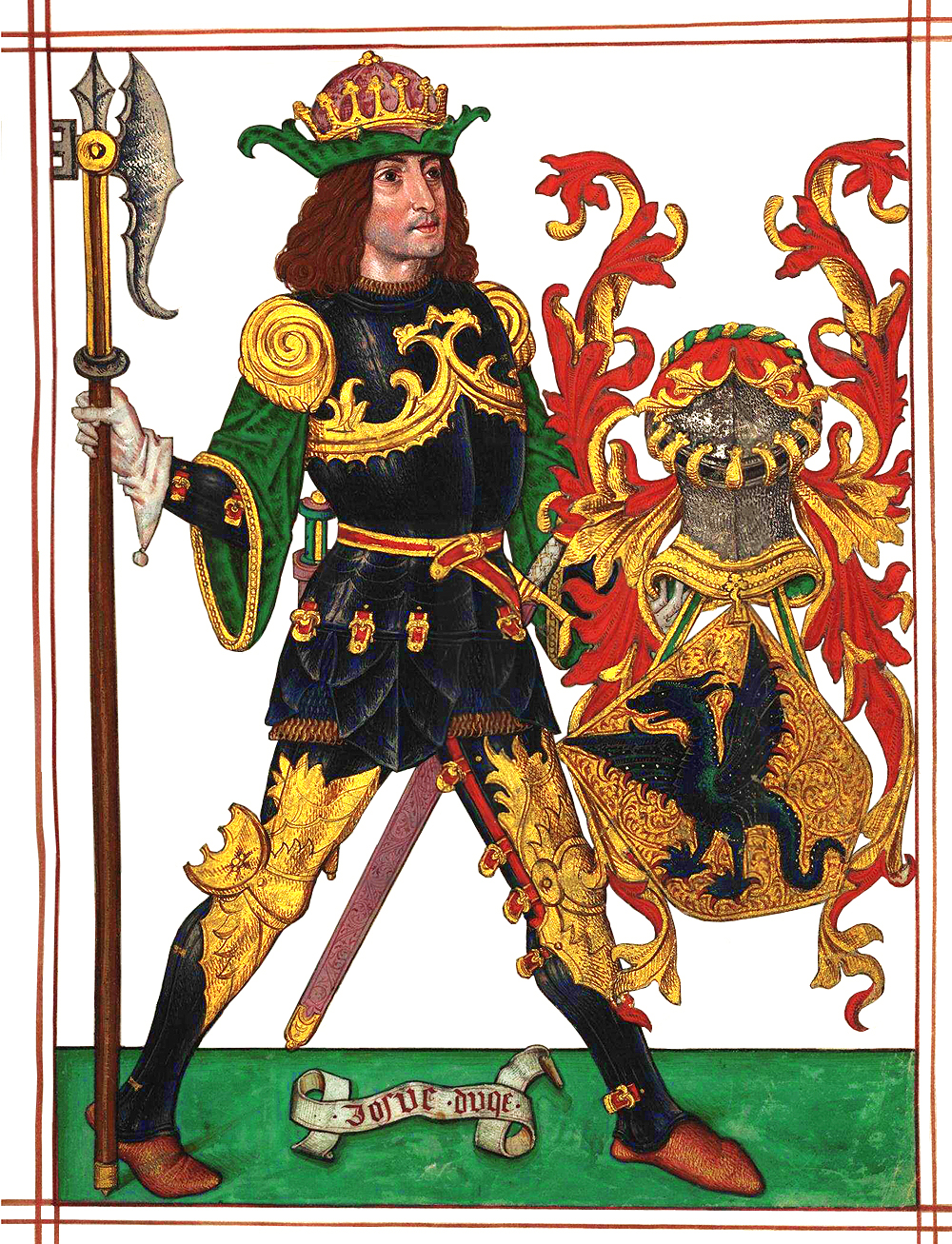
Ісус Навин як один зі дев'яти достойників («Livro do Armeiro-Mor», 1509)

Ісус Навин був найближчим сподвижником Мойсея — супроводжував того коли він піднімався на гору Синай, охороняв за відсутності пророка скинію, очолював ізраїльтян у битві з амалекітянами при Рефидимі. Разом з іншими дванадцятьми розвідниками був відправлений до Ханаану. Якщо десять з них злякалися сили місцевих, то Ісус та його товариш Калев заперечували їм. За цю впертість та віру в перемогу, лише вони, двоє з усього роду, були удостоєні можливості вступити в Землю Обітовану. Бог призначив Ісуса Навина наступником Мойсей (Повторення Закону 31:14) і зобов'язав його завоювати Ханаан та розділити землю між ізраїльськими племенами. В Біблії Ісус Навин виступає одночасно і як військовий вождь та полководець і як пророк «раб Божий». З одного боку, його головним завданням є підкорення Ханаану, а з іншого, через нього Бог говорить з людьми. Тобто він є наступником Мойсея, довівши до кінця справу свого вчителя.

## Припущення
Багато сучасних вчених вважають, що хоч сам Ісус Навин був історичною особою, але він очолював лише одну з хвиль ізраїльського вторгнення до Ханаану. Пізніше численні героїчні перекази часів завоювання злилися в єдину історію в якій він став центральним героєм. Тобто, хоча Ісус Навин навряд чи є міфологічним персонажем, але малоймовірно, що біблійні перекази точно відображають вчинки історичного прототипа. [джерело?]